# ユリア・ヴァラディ
ユリア・ヴァラディ（Júlia Várady, 1941年9月1日 - ）は、ハンガリー出身のソプラノ歌手。
ハンガリー領ナジヴァーラドにユリア・テジェー(Júlia Tözsér)として生まれる。6歳からヴァイオリンを始め、10歳で地元のユース・オーケストラに参加するほどに上達したが、その後クルジュでエミリア・ポップに歌唱法を学び、ブカレストでもアルタ・フロレスクの薫陶を受けた。1962年にクルジュ国立歌劇場で歌手デビューを果たし、1970年にフランクフルト歌劇場に転出するまで、当歌劇場で活動した。1972年にはフランクフルト歌劇場からバイエルン国立歌劇場に転じる。1974年にはグラスゴーのスコティッシュ・オペラに登場してイギリスにも進出し、ディートリヒ・フィッシャー＝ディースカウと結婚。1976年にはザルツブルク音楽祭に初出場している。1978年にはメトロポリタン歌劇場にも登場した。1998年にはオペラから引退。